# Antic hospital de Reus
L'Antic hospital de Reus és un edifici a Reus (Baix Camp) inclòs en l'Inventari del Patrimoni Arquitectònic de Catalunya.

## Descripció
El portal existent és l'únic element aparent de l'antic hospital. Correspon probablement a les darreres dècades del segle xvii. L'hospital primitiu ocupava un edifici amb façana al carrer de l'Hospital, al qual va donar nom, a la Plaça de la Sang i al Raval de Sant Pere.

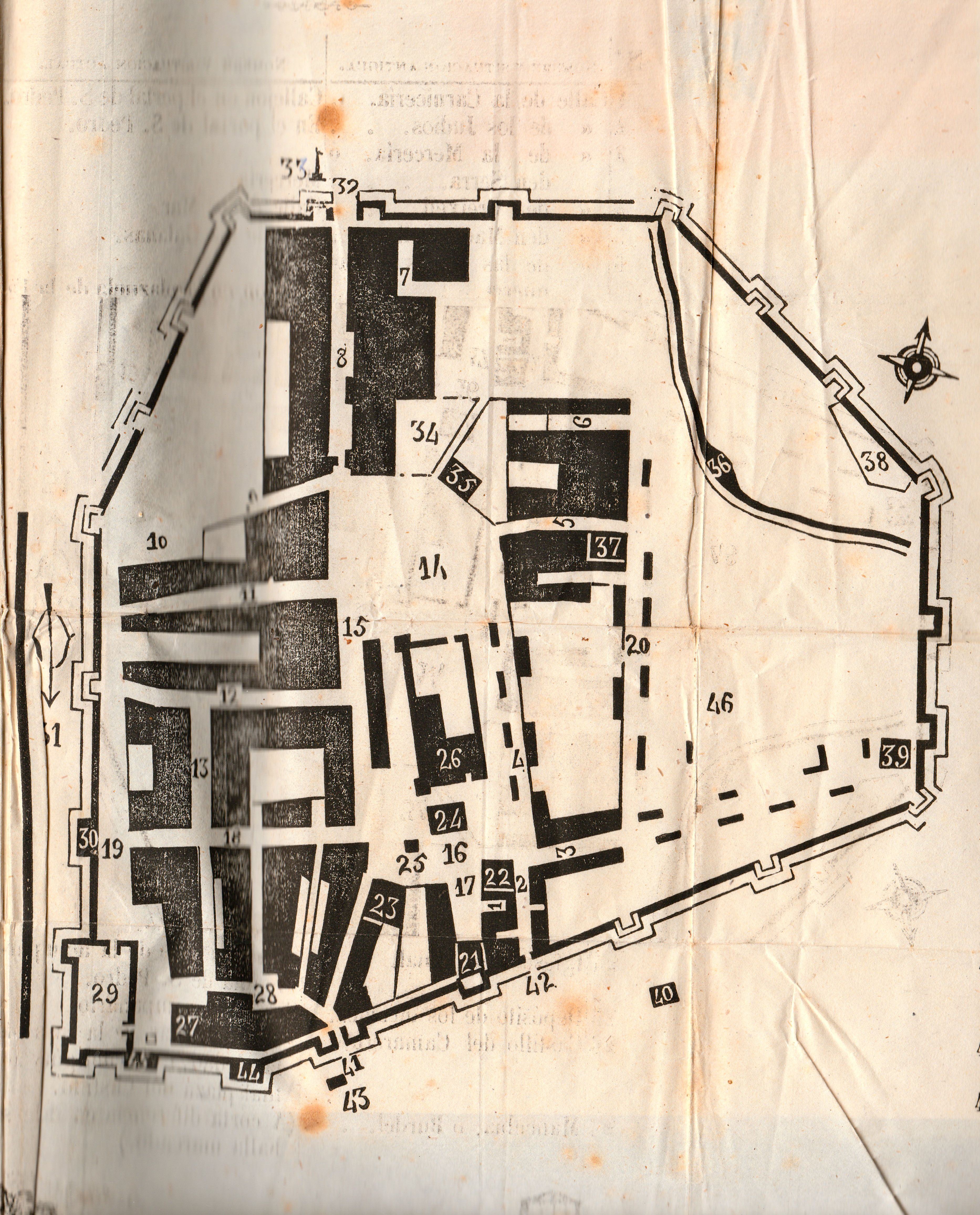
Reus al. L'Antic hospital està marcat amb el núm. 39

Per les notícies històriques de l'hospital hi ha una profunda alteració de les estructures i espais originals.
Segons documents de 1281 hi havia la capella de l'hospital, la qual devia ser d'unes proporcions modestes a jutjar per l'inventari datat del 1382 (hi havia únicament a més de l'altar i els objectes de culte, un banc i un arquibanc). La capella estava dedicada a sant Joan Baptista i a sant Joan Evangelista. A l'exterior de la capella hi havia uns porxos, els quals van ser embellits el 1398 per una pintura mural, obra del mestre Dalmau Balcells.
En algunes ocasions aquesta capella s'utilitzava com a magatzem de blat, i en determinats moments com a lloc de reunió del Consell de Reus.
L'edifici de l'Hospital sofrí al llarg del temps diverses modificacions i ampliacions.

## Història

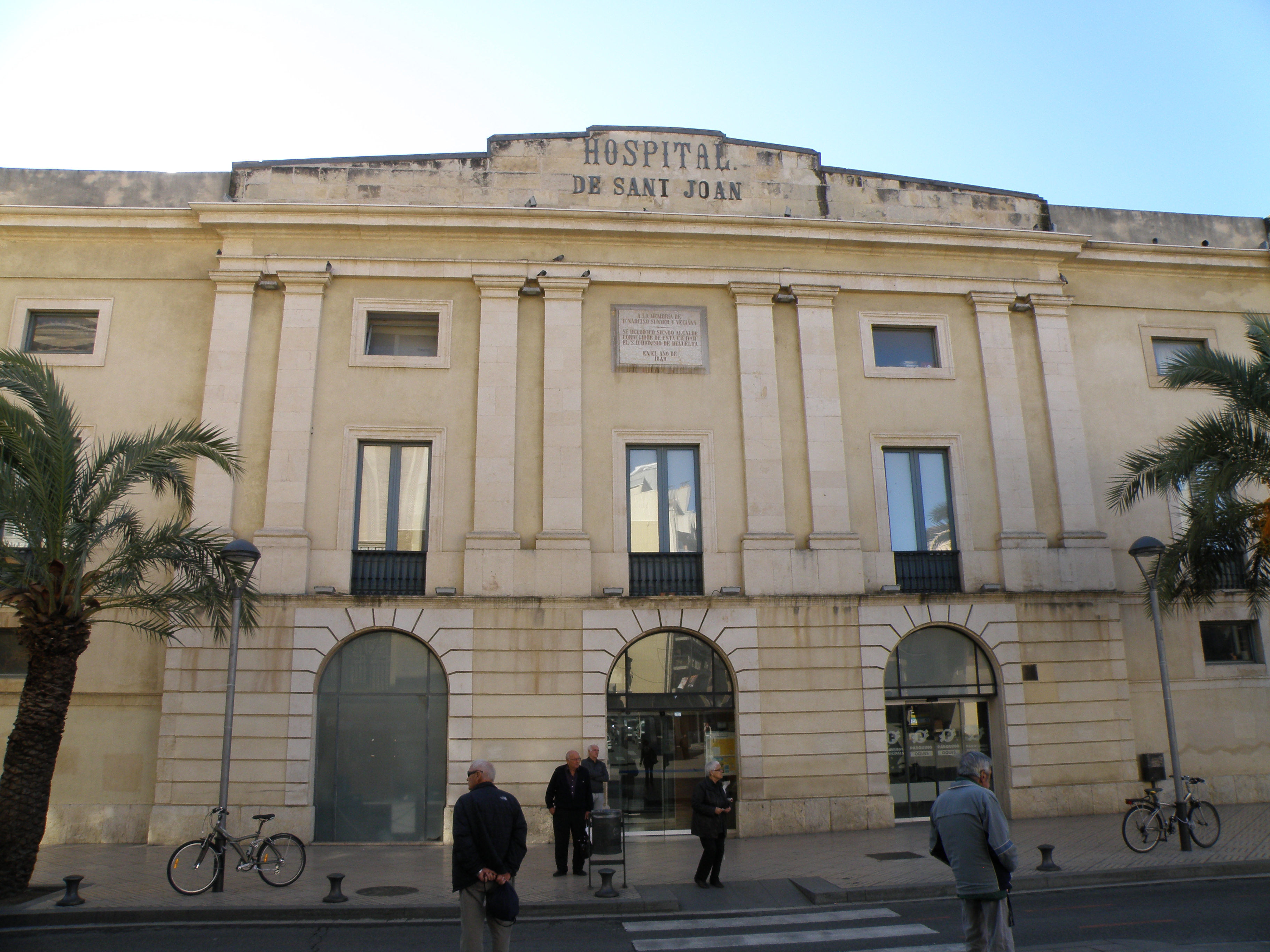
L'antic hospital es traslladà el 1835 al que va ser l'Hospital de Sant Joan de Reus. Imatge del 2011

Les primeres referències daten del 1244. "En el camí de la Selva del Camp, i prop del Torrent de la Vila (la Riera), va bastir-se fora vila aquest edifici..." Bofarull ens parla d'un lloc conegut com a "casa de malalts".
L'any 1300 l'hospital estava a càrrec dels germans hospitalers de l'orde de Sant Jordi d'Alfama, que van rebre diversos donatius i testats. El 1305 es posà sota l'advocació de sant Joan. El 1314 va ser ampliat mitjançant la compra de les tres cases que hi confrontaven. El 1329, segons el Dr. Vilaseca hi havia dinou llits, dels quals, quatre corresponien a la sala de les dones. El 1453 hi consten únicament deu llits. Segons els inventaris conservats a l'Arxiu Històric, al segle xv, als baixos, hi havia una gran sala per als homes, coneguda com a «casal baix del dormidor», una cuina gran, que servia de magatzem pel vi que arribava a la vila pel portal de l'Hospital, un pati amb una escala que pujava al primer pis, on hi havia la «cambra de les dones» i la «cambra dels frares». El 1590 es parla del «dormidor de baix» amb 8 llits i «lo dormidor de dalt» amb 10. El 1624 es van nomenat dos facultatius per l'assistència permanent dels malalts, els doctors Pàmies i Fortuny. Entre el 1674 i el 1681 es va «reedificar de nou, i més capaç» l'edifici de l'hospital, segons projecte de fra Josep de la Concepció. Amb administradors propis, i finançat majoritàriament per la caritat i les deixes testamentàries, el funcionament de l'hospital era precari. Es va buscar finançament a través d'activitats públiques, com ara la recaptació del Teatre de les Comèdies, de titularitat municipal. El 1761 va ser nomenat metge de l'Hospital el doctor Antoni Pastells, que havia estat Rector del Reial Col·legi de Medicina i Cirurgia de Cadis, i que va començar a utilitzar en benefici de l'Hospital els diners provinents del Teatre de les Comèdies. El 1773, segons l'arxiver reusenc Saldoni Vilà, una cèdula de Carles III va concedir diversos arbitris a l'ajuntament per finançar l'hospital. Diu que la direcció anava a càrrec de sis cavallers que es regien per les mateixes regles amb que es governa l'Hospital General de Nostra Senyora de Gràcia de Saragossa. El 1793 van millorar els serveis amb l'arribada de les monges paüles, les Filles de la Caritat, que el 1797 van obrir a l'hospital una escola pública per a nenes. Però l'edifici s'anà deteriorant durant l'inici del segle xix.
Al mes de juliol de 1835, arran dels fets revolucionaris produïts, els frares del convent de carmelites de Sant Joan van ser agredits i expulsats. El Convent de Sant Joan, fundat el 1606 perquè s'hi ensenyés teologia i filosofia, i també saquejat aquell mateix any, va ser designat perquè acollís l'hospital.
Després, l'edifici va ser ocupat per diverses societats. El 1838 s'hi va fer un gran ball de carnaval amb més de 800 persones. Transformat en hostal, i la capella en quadra, va ser adquirit per Marià Pons el 1859. El 1863 va acollir el Centre de Lectura, que va deixar el local el 1866 quan l'entitat va ser clausurada governativament. El 1868 acollí el «Casino Reusense» que es transformà més tard en «Casino Democrático». Després acollí la societat "El Alba", el Centre Republicà Autonomista i, el 1939, l'Auxilio Social. L'edifici, restaurat i modificat fa uns quants anys, no permet conèixer el seu origen, però se n'ha conservat l'antiga porta al carrer de l'Hospital.
Sota els revestiments de les parets de la façana, i sota els sostres, principalment els de la planta baixa, sembla que hi ha, intactes, moltes restes de l'antic hospital.